# Pseudoglabellula meridionalis
Pseudoglabellula meridionalis är en tvåvingeart som beskrevs av Hesse 1967. Pseudoglabellula meridionalis ingår i släktet Pseudoglabellula och familjen svävflugor. Inga underarter finns listade i Catalogue of Life.